# Centrolobium paraense
Centrolobium paraense, também conhecido como pau-rainha, é uma espécie do gênero Centrolobium . 
Centrolobium paraense pode ser reconhecido pelas estípulas e brácteas persistentes, conspícuas e de maiores dimensões que as demais espécies do gênero. 
É um recurso madeireiro de uso pelas comunidades indígenas das regiões de Lavrado em Roraima.
Os indígenas da Amazônia referem-se ao pau-rainha como "myrá kuatiar", que pode ser traduzido como "pau manchado", denominação provavelmente se deve à liberação de uma resina avermelhada pela casca quando ela é cortada.  

## Forma de vida
É uma espécie terrícola e arbórea. 

## Descrição
| Caule                   | Caule                            |
| ----------------------- | -------------------------------- |
| casca                   | fissurada                        |
| Folha                   |                                  |
| forma da estípula       | oval a orbicular                 |
| largura da estípula     | igual ou maior que 10 milímetros |
| indumento dos folíolo   | glabrescente/pubescente          |
| Inflorescência          |                                  |
| bráctea                 | persistente                      |
| Flor                    |                                  |
| comprimento             | maior que 12 milímetros          |
| forma do cálice         | campanulado                      |
| Fruto                   |                                  |
| comprimento do fruto    | maior que 12 centímetros         |
| comprimento dos espinho | até 2                            |

## Distribuição
A espécie é encontrada nos estados brasileiros de Pará e Roraima. 
Em termos ecológicos, é encontrada no domínio fitogeográfico de Floresta Amazônica, em regiões com vegetação de floresta de terra firme.